# Emanuel List

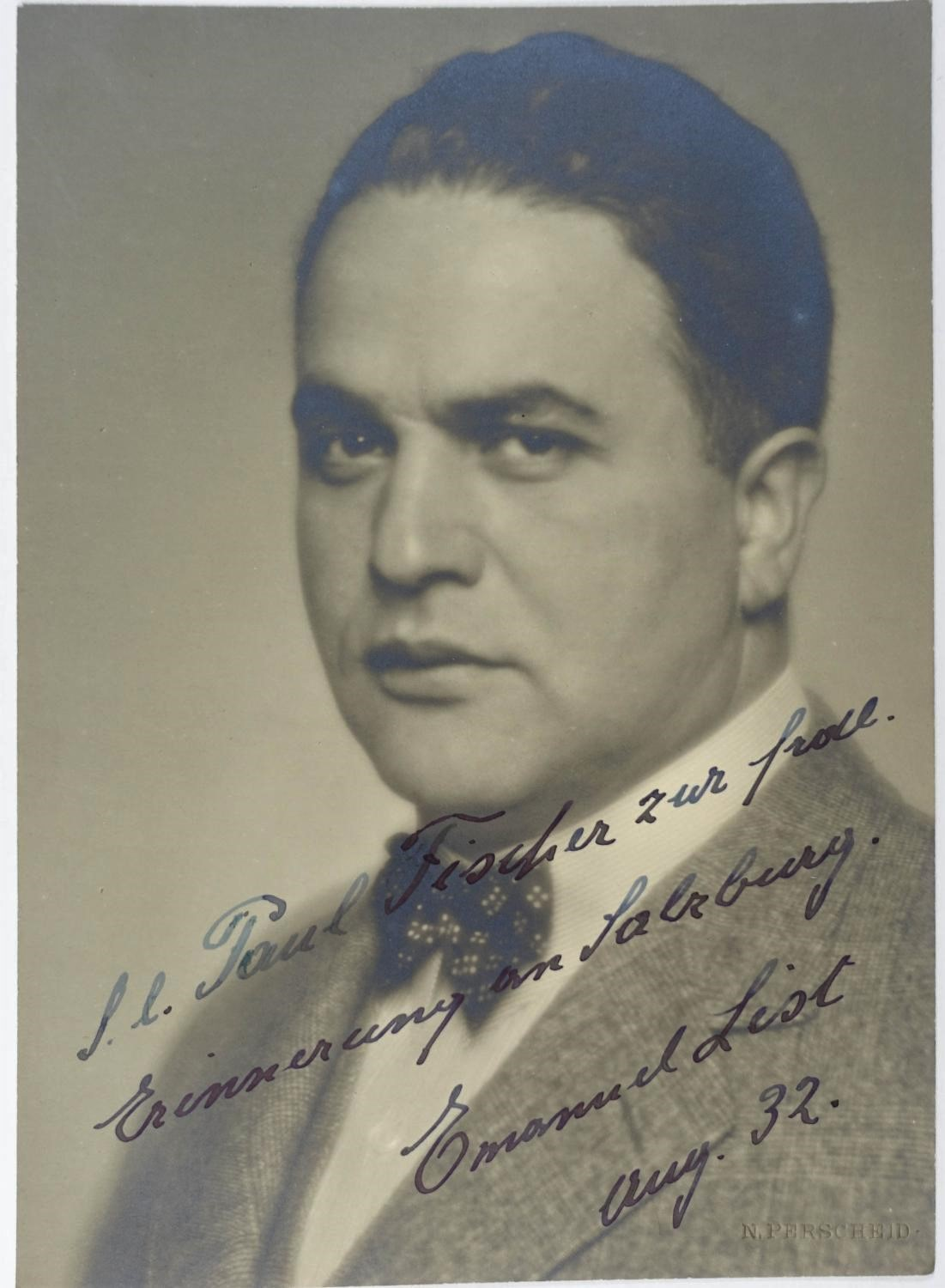
Emanuel List (um 1930). Foto von Nicola Perscheid

Emanuel List, auch Emmanuel List, eigentlich Emanuel Fleissig (* 22. März 1888 in Wien; † 21. Juni 1967 ebenda) war ein österreichisch-amerikanischer Opernsänger und einer der stimmlich dunkelsten und gesanglich bedrohlichsten „schwarzen Bässe“ seiner Zeit. Sogar im Vergleich zu Gottlob Fricks Hunding (Die Walküre, Wilhelm Furtwängler 1954 und Georg Solti 1966) ist seiner (Bruno Walter 1935) noch eine Spur finsterer. Auch als Hagen (Götterdämmerung) und Fafner (Siegfried) erreichte er Gipfel des Schreckens.

## Leben
List studierte in Wien und debütierte 1922 an der Volksoper als Méphistophélès in Gounods Faust.
Aufgrund seiner jüdischen Abstammung musste List, der 1923 an die Städtische Oper Berlin kam, seit 1924 Mitglied der Berliner Staatsoper war, 1931 sein Debüt bei den Salzburger Festspielen gab und bis 1933 regelmäßig bei den Bayreuther Festspielen gesungen hatte, 1934 Deutschland verlassen – ein Schicksal, das er u. a. mit seinem Kollegen Friedrich Schorr teilte; allerdings hatte er bereits 1918 die US-amerikanische Staatsbürgerschaft erhalten. Danach sang er am Covent Garden und an der Metropolitan Opera sowie bis 1938 und dem „Anschluss“ an der Wiener Staatsoper. 1950 kehrte er nach West-Berlin zurück und sang noch zwei Jahre an der Städtischen Oper. 1952 setzte er sich in seiner Heimatstadt zur Ruhe.
Wie auch Gottlob Frick war List nicht nur ein exzellenter Bühnenbösewicht und -schurke, sondern auch ein ausgezeichneter Osmin (Die Entführung aus dem Serail) und darüber hinaus auch ein hervorragender Baron Ochs (Der Rosenkavalier – eine Partie, die Frick zeitlebens ablehnte).

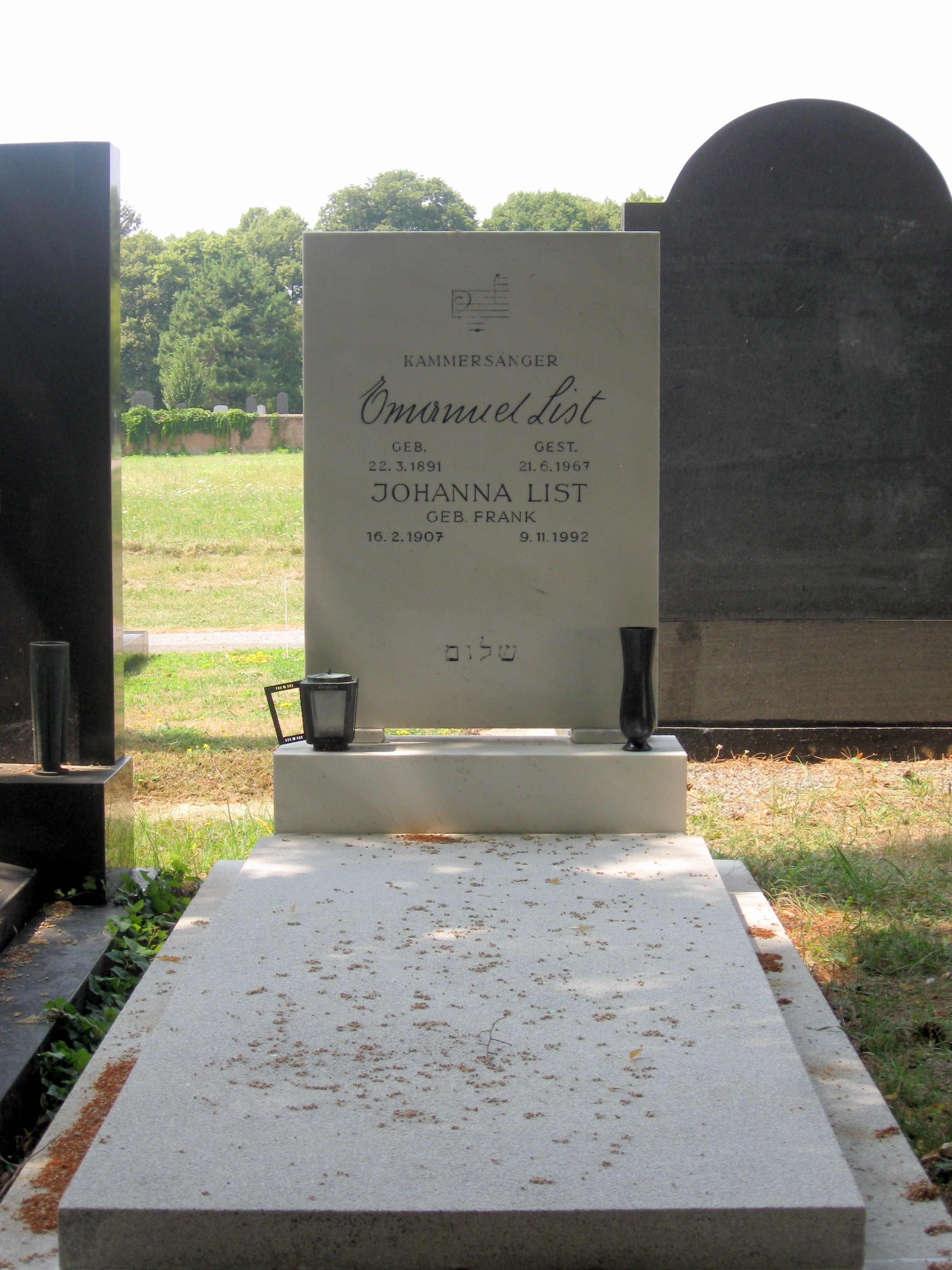
Grabstein auf dem Wiener Zentralfriedhof

Seine Grabstätte befindet sich auf dem Wiener Zentralfriedhof, Neuer Israelitischer Friedhof, Tor 4 (Gr. 1, Nr. 61).